# Opòssum cuacurt de Kuns
L'opòssum cuacurt de Kuns (Monodelphis kunsi) és una espècie d'opòssum de Sud-amèrica. Viu a Bolívia i el Brasil.